# Лісне (Сумська область)
Лісне — колишнє село в Україні, Сумській області, Лебединському районі.
Було підпорядковане Великовисторопській сільській раді.
До 1 січня 1967 року називалося Шевченків. Лісове знаходилося за 3 км від селища Залізничного. До села прилягають дубові масиви.
Зняте з обліку рішенням Сумської обласної ради 18 січня 1988 року.